# Судаев, Алексей Иванович

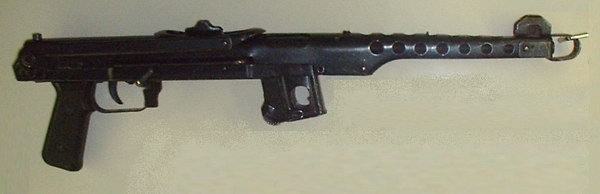
Пистолет-пулемёт конструкции А. И. Судаева

Алексе́й Ива́нович Суда́ев (23 августа 1912, Алатырь — 17 августа 1946, Москва) — советский конструктор-оружейник, инженер-майор. Лауреат Сталинской премии второй степени.

## Биография

### Ранние годы
Родился 10 (23) августа 1912 года в городе Алатырь.
Его отец Иван Нилович Судаев, телеграфный механик почтово-телеграфного округа в Казани умер в 1924 году, оставив на иждивении матери 12-летнего Алексея и двух его сестёр.
В 1929 году Судаев закончил профтехшколу и поступил на работу слесарем. После окончания в 1932 году Горьковского строительного техникума (отделение промышленного транспорта) работал в «Союзтрансстрое» на должности техника участка в селе Рудничное Саткинского района Уральской области (в настоящее время Челябинская область). В этот период (1933—1934) появляются первые его изобретения «Автоматическая стрельба из пулемёта посредством действия инфракрасных лучей» и «Бензиномер».
Осенью 1934 года Судаев служил в РККА, в железнодорожных войсках. Сразу же после армии поступил в Горьковский индустриальный институт (Нижегородский государственный технический университет) где учился в 1936—1938 годах. В это время в артиллерийской академии имени Ф. Э. Дзержинского была создана школа оружейников, в которую набирались студенты из различных вузов, имевшие склонность к изобретательству и конструированию. 
В 1940 году вступил в ВКП(б).
В 1941 году дипломный проект (ручной пулемёт калибра 7,62 мм) лейтенант Судаев защитил на отлично, на немецком языке. Инженер-майор.

### Конструкторская работа
После окончания Артиллерийской академии А. И. Судаеву было присвоено звание военинженера 3-го ранга и он получил назначение в НИПСВО (Научно-Исследовательский Полигон Стрелкового Вооружения), где он мог реализовать себя как конструктор. 
Первое практическое задание: разработка упрощённой конструкции зенитной установки, производство которой можно было организовать на московских заводах из имеющихся материалов. Назначение полностью себя оправдало и в начале Великой Отечественной войны под Москвой было налажено производство простой по устройству и надежной зенитной установки конструкции Судаева. 
После этого Судаев переключается на производство стрелкового оружия и в 1942 году представляет на полигонные испытания пистолет-пулемёт собственной конструкции. Не уступая по боевым качествам пистолету-пулемёту Дегтярёва и пистолету-пулемёту Шпагина, он был со снаряженным магазином легче их на 1,7 — 1,8 килограмма, требовал при изготовлении в 2 раза меньше металла и в 3 — трудозатрат. 28 июля 1942 года пистолет-пулемёт принимают на вооружение под названием ППС-42, а после некоторых доработок — под названием «Пистолет-пулемёт Судаева образца 1943 г.» (ППС-43) Производство новых автоматов ППС, принятых на вооружение, решено было наладить в блокадном Ленинграде. Туда были затруднены поставки оружия, а фронт требовал пополнения. С конца 1942 до июня 1943 года Алексей Иванович работал в блокадном Ленинграде.

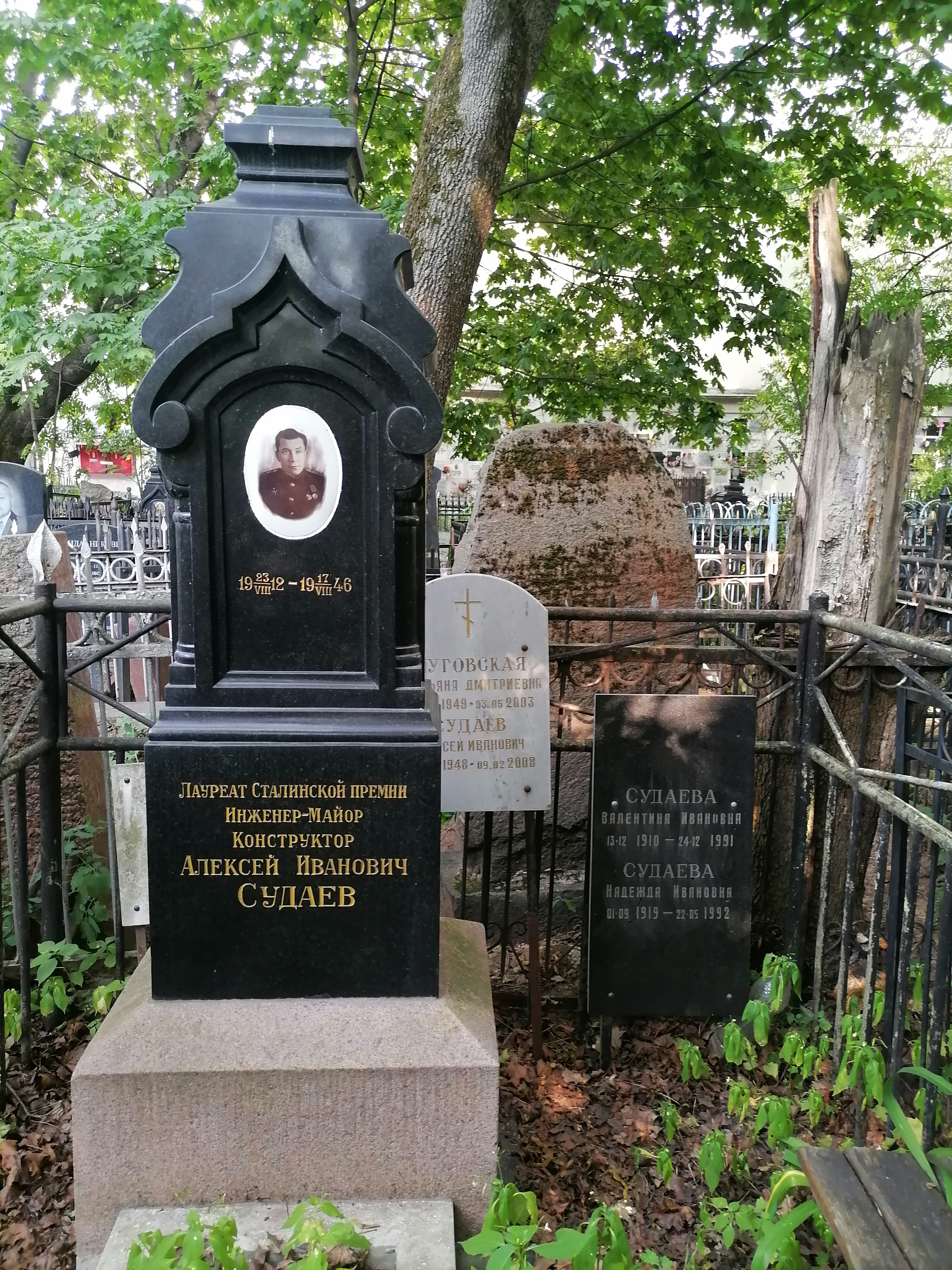
Могила Судаева на Ваганьковском кладбище.

Алексей Иванович Судаев сам лично наблюдал за процессом изготовления автоматов и тут же по ходу упрощал конструкцию. В течение 1943 года по чертежам опытного образца было изготовлено 46572 автомата. Неоднократно выезжал в действующие части на Карельский перешеек, Ораниенбаумский плацдарм, чтобы посмотреть своё оружие в деле. Общался с бойцами, выслушивал их замечания и пожелания. После этих встреч в конструкцию вносились изменения.
В послевоенные годы законные (лицензированные) и незаконные варианты ППС выпускались в Венгрии, Корее, Польше, Финляндии и даже ФРГ, являясь штатным оружием в армиях некоторых государств вплоть до 1980-х годов.
В последние годы жизни А. И. Судаев и ряд конструкторов, работали над созданием первых советских автоматов под промежуточный патрон, пришедших на смену пистолетам-пулемётам. Судаев разработал перспективную модель АС-44 и её модификации. Такие конструктивные особенности как вынос вверх затворной группы с большими зазорами, а также обеспечение контактного взаимодействия движущихся частей через малые площади были позже внесены в конструкцию самого распространённого стрелкового оружия в мире — автомата Калашникова.

### Смерть
Алексей Иванович Судаев умер в Кремлёвской больнице 17 августа 1946 года от язвенной болезни желудка. Похоронен на Ваганьковском кладбище (25 уч.).

## Награды и премии
- Орден Ленина[2]
- Орден Отечественной войны I степени[2]
- Орден Красной Звезды[2]
- Медаль «За оборону Ленинграда»
- Медаль «За победу над Германией в Великой Отечественной войне 1941—1945 гг.»
- Медаль «За доблестный труд в Великой Отечественной войне 1941—1945 гг.»
- Сталинская премия второй степени (1946)[2] — за создание нового образца автоматического пистолета-пулемёта ППС-43.

## Память

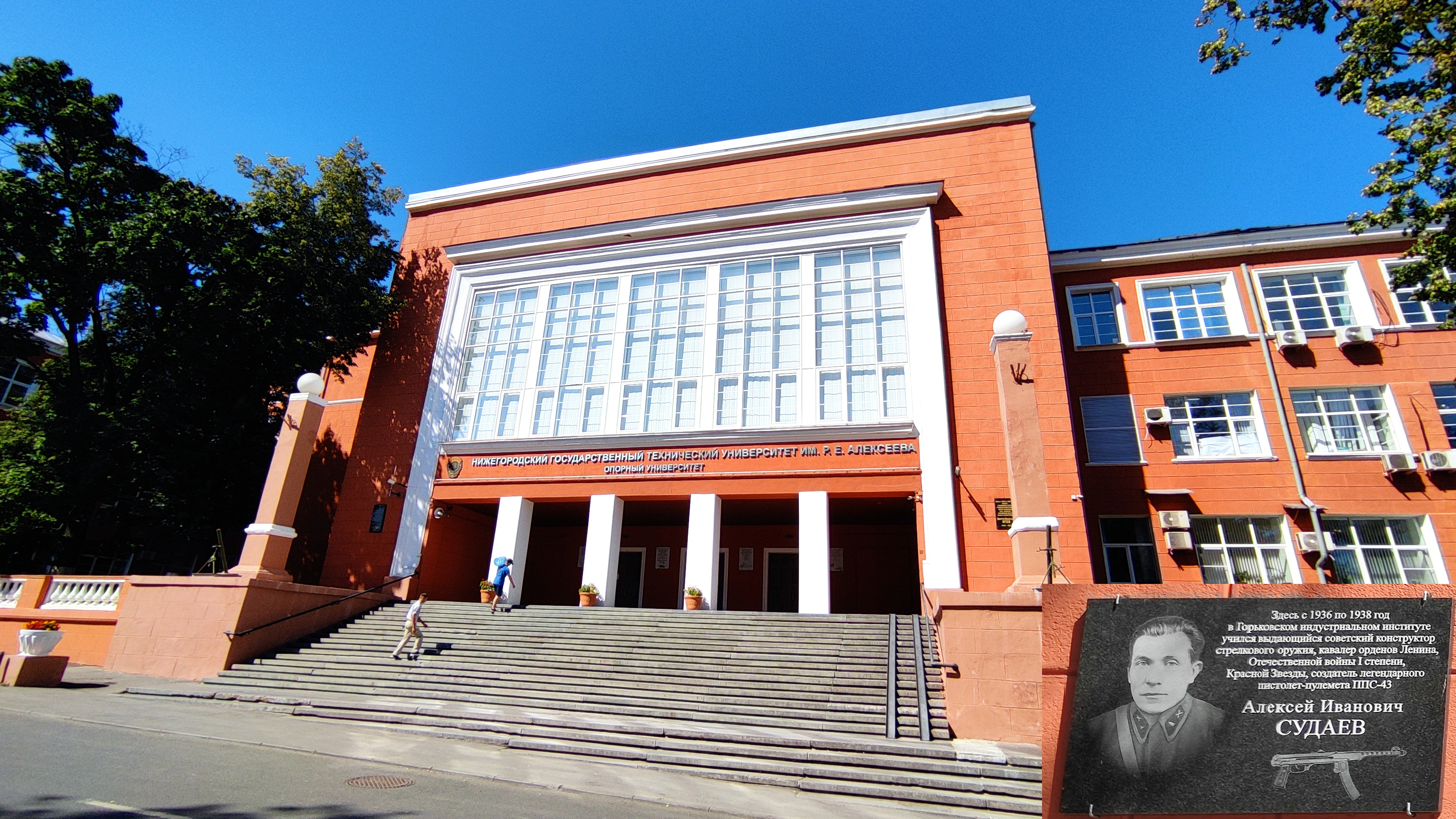
Мемориальная доска памяти А. И. Судаева на доме 24 по улице Минина в Нижнем Новгороде

- 7 февраля 2020 года Банк России выпустил в обращение памятную монету номиналом 25 рублей «Конструктор оружия А. И. Судаев» из серии «Оружие Великой Победы» (конструкторы оружия) с изображением пистолета-пулемёта Судаева «ППС-43»[7]
- На корпусе Нижегородского государственного технического университета по улице Минина, дом 24 установлена мемориальная доска памяти Судаева
- В фильме «Калашников» (2020) роль Алексея Судаева исполнил Дмитрий Богдан